# The Canterbury Tales (mini-série)
The Canterbury Tales est une mini-série britannique en 6 épisodes, diffusée entre le 11 septembre et le 16 octobre 2003 sur BBC One.
Cette série est inédite dans tous les pays francophones.

## Synopsis
Chaque épisode est une adaptation d'un des Contes de Canterbury de Geoffrey Chaucer. Ils sont transposés dans l'Angleterre du début du XXIe siècle, mais restent situés sur le chemin des pèlerins, entre Southwark et Canterbury.

## Épisodes
| #                                          | Titre                  | Acteurs                                     | Réalisateur     | Scénariste       | Première diffusion |
| ------------------------------------------ | ---------------------- | ------------------------------------------- | --------------- | ---------------- | ------------------ |
| 1                                          | The Miller's Tale      | James Nesbitt Dennis Waterman Billie Piper  | John McKay (en) | Peter Bowker     | 11 septembre 2003  |
| D'après Le Conte du meunier.               |                        |                                             |                 |                  |                    |
| 2                                          | The Wife of Bath       | Julie Walters Paul Nicholls (en) Bill Nighy | Andy De Emmony  | Sally Wainwright | 18 septembre 2003  |
| D'après Le Conte de la Bourgeoise de Bath. |                        |                                             |                 |                  |                    |
| 3                                          | The Knight's Tale      | John Simm Chiwetel Ejiofor Keeley Hawes     | Marc Munden     | Tony Marchant    | 25 septembre 2003  |
| D'après Le Conte du Chevalier.             |                        |                                             |                 |                  |                    |
| 4                                          | The Sea Captain's Tale | Om Puri Nitin Ganatra Indira Varma          | John McKay (en) | Avie Luthra      | 2 octobre 2003     |
| D'après Le Conte du Marin.                 |                        |                                             |                 |                  |                    |
| 5                                          | The Pardoner's Tale    | Jonny Lee Miller William Beck               | Andy De Emmony  | Tony Grounds     | 9 octobre 2003     |
| D'après Le Conte du Vendeur d'indulgences. |                        |                                             |                 |                  |                    |
| 6                                          | The Man of Law's Tale  | Andrew Lincoln Nikki Amuka-Bird             | Julian Jarrold  | Olivia Hetreed   | 16 octobre 2003    |
| D'après Le Conte du Juriste.               |                        |                                             |                 |                  |                    |

## Récompenses
En 2004, la série est nommée dans trois catégories aux British Academy Television Awards : meilleure actrice pour Julie Walters, meilleurs costumes pour Sammy Sheldon et meilleur téléfilm dramatique. Elle ne remporte que la première des trois récompenses.